# Kopácsy Juliska
Kopácsy Juliska, Karczag Vilmosné (Komárom, 1871. február 13. – Bécs, 1957. február 20.) operettszínésznő.

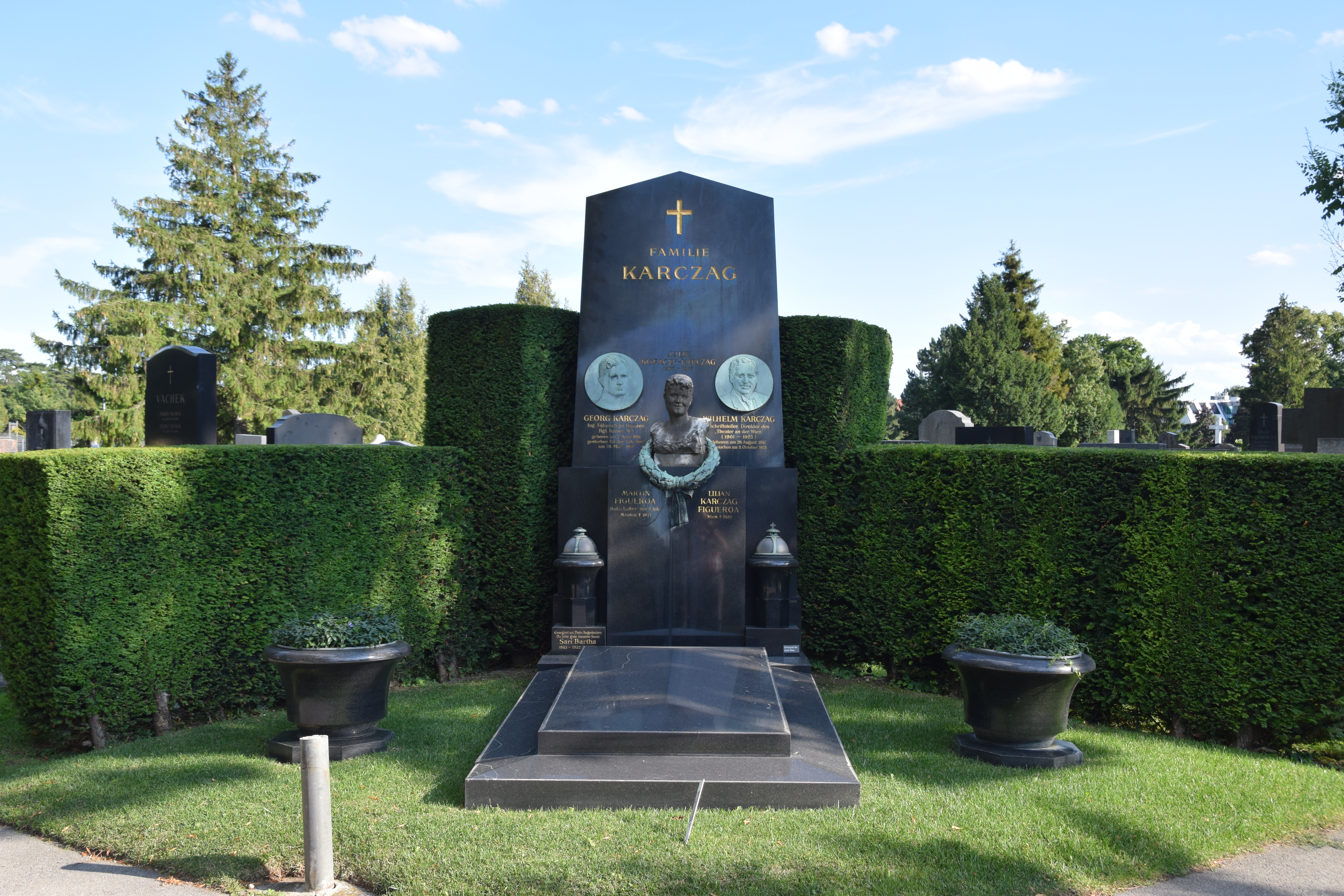
Sírja a bécsi hietzingi temetőben

## Életpályája
Kopácsy Juliska 1871. február 13-án született Komáromban. Kétéves korában került Budapestre, ahol később az angolkisasszonyokhoz járt iskolába. Elvégezte a zeneakadémiát majd a szini tanodát. 1889-ben a végzett növendékek vizsgáján tűnt fel ritka szép hangjával és énektudásával.
A közönség előtt 1887-ben a Budai Színkörben Arzena ifjabb Johann Strauss: A cigánybáró szerepében játszott először. Az operai szakra képezte magát, de mint szegény szülők gyermekének, nem volt ideje arra várni, míg szerződést kap valamely operához, hanem el kellett fogadnia az első kínálkozó alkalmat, hogy a színpadon érvényesüljön. Így került 1888-ban Debrecenbe operett-énekesnőnek, Krecsányi Ignác társulatához, később pedig Temesvárra és 1890-ben pedig a budai társulathoz.
1890-ben ment férjhez Karczag Vilmos íróhoz, a későbbi bécsi színigazgatóhoz. (Leányuk, Karczag Lili szintén színművész lett Bécsben.) 1891-ben már a Népszínház énekesnői között ünnepelték, mint az eltávozott Pálmay Ilka utódját. 1894-ig volt a Népszínház tagja. Az itt töltött 3 év alatt mint Jacques Offenbach Szép Helénája aratta legnagyobb sikerét, de repertoárjának kedves szerepei voltak még: Hervé Nebántsvirág, Tóth Ede – Erkel Ferenc: A falu rossza, Carl Zeller: A madarász című operettjei is.
1894-ben innen a bécsi Karl-Theaterhez szerződött, mely 15 estére szóló vendégszereplésre kérte fel. A vállalkozás oly fényesen ütött ki, hogy a 15 estéből 55 lett; a német színpadok egyik legünnepeltebb operett-divája volt.
1895-1896 között Prágába, 1896-ban Berlinbe, a következő évben az USA-ba és 1898-ban Oroszországba ment vendégkörútra.
Vendégként később is szerepelt a Népszínházban és vidéken Újvidék, Kolozsvár színpadain. Számos operettprimadonna-szerepet énekelt, operával is próbálkozott. Gazdag, hajlékony, képzett hangja, játéka mindenhol nagy tetszést aratott.
Bécsben hunyt el, nyughelye a bécsi 13. kerületi hietzingi temetőben található, férjével és annak családjával közös síremlékben.

## Főbb szerepei
- Eurydike (Jacques Offenbach: Orpheus az alvilágban)
- Laura (Carl Millöcker: A koldusdiák)
- Nebántsvirág (Hervé)
- Róza (ifj. Johann Strauss: A denevér)
- Olympia, Giulietta, Antónia (Offenbach: Hoffmann meséi)
- Fiametta (Suppé: Boccaccio)
- Rosalinda ([[Johann Strauss (ifj. Johann Strauss: A denevér)
- Carmen (Georges Bizet: Carmen)
- Postás Milka (Carl Zeller: A madarász)
- Modell (Franz von Suppé: A modell)